# Equazione di Whewell

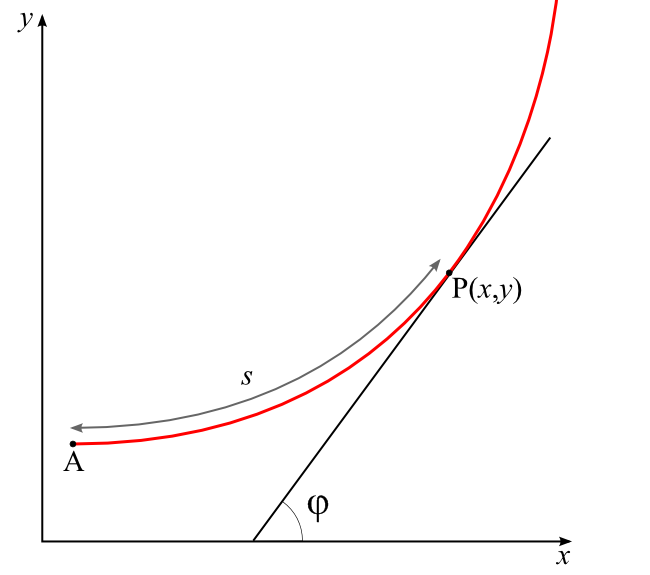
Grandezze coinvolte nell'equazione di Whewell: l'ascissa curvilinea e l'angolo

L'equazione di Whewell è un'equazione naturale che esprime una curva piana tramite una relazione tra l'angolo di rotazione ({\displaystyle \varphi }) e l'ascissa curvilinea ({\displaystyle s}). Tali quantità sono indipendenti (a meno del segno) dal sistema di coordinate scelto per rappresentare la curva immersa nello spazio ambiente e, tra le varie conseguenze, due curve congruenti hanno la stessa equazione di Whewell.
Prende il nome da William Whewell, che ha introdotto il concetto nel 1849 in un articolo per la rivista Cambridge Philosophical Transactions. Nella sua formulazione originale, l'angolo era considerato come deviazione della tangente rispetto ad un punto prefissato della curva.

## Proprietà
Data una curva espressa in forma parametrica in funzione dell'ascissa curvilinea {\displaystyle s}, l'angolo {\displaystyle \varphi } si determina come
{\displaystyle {\frac {d{\vec {r}}}{ds}}={\begin{pmatrix}dx/ds\\dy/ds\end{pmatrix}}={\begin{pmatrix}\cos \varphi \\\sin \varphi \end{pmatrix}}\quad {\text{essendo}}\quad \left|{\frac {d{\vec {r}}}{ds}}\right|=1,}
che implica
{\displaystyle {\frac {dy}{dx}}=\tan \varphi .}
Una parametrizzazione per la curva può essere ottenuta integrando:
{\displaystyle x=\int \cos \varphi \,ds}
{\displaystyle y=\int \sin \varphi \,ds}
Esprimendo l'angolo come funzione dell'ascissa curvilinea, alcune proprietà della curva diventano facilmente esprimibili: ad esempio, la derivata dell'angolo è pari alla curvatura, da cui deriva che la derivata dell'equazione di Whewell è l'equazione di Cesaro della stessa curva.

## Esempi
La retta ha angolo di rotazione costante, per cui la sua equazione di Whewell sarà
{\displaystyle \varphi =c}
La circonferenza ha angolo di rotazione che varia in maniera lineare, per cui la sua equazione sarà
{\displaystyle s={\frac {1}{r}}\varphi }